# Li Mei
Li Mei es un personaje en la serie de juegos de lucha Mortal Kombat, haciendo su debut en Mortal Kombat: Deadly Alliance.

## Historia
Li Mei debutó en Mortal Kombat: Deadly Alliance como una guerrera de Outworld cuya aldea fue esclavizada por Shang Tsung y Quan Chi. Su gente se vio obligada a construir un templo desde el cual la Alianza Mortal convocaría al Soulnado. Li Mei emerge victoriosa en el torneo Mortal Kombat y exige la liberación de ella y su pueblo, más la Alianza Mortal tenía otras cosas en mente. Shang Tsung tomó su alma y la traspasó al último de los cuerpos del ejército de Onaga. Bo' Rai Cho salvó su alma y la entrenó para que se uniera a las Fuerzas de la Luz en la batalla final de Armageddon. Sin embargo, fue asesinada en esa batalla por Hotaru.
Li Mei volvió a la vida (junto con todos los otros guerreros que perecieron) por el reinicio de la línea de tiempo de Raiden. Haciendo una breve aparición en el modo historia de Mortal Kombat X, en el que ella y sus compañeros aldeanos buscaron refugio en la Tierra para escapar de la guerra civil que se libraba entre Kotal Kahn y Mileena. Fue ella quien informó a las Fuerzas Especiales y Raiden sobre el regreso de Kano a la Tierra y el uso del Amuleto de Shinnok por parte de Mileena, después de este suceso no volvió a ser mencionada en lo que restó de la historia de esta línea temporal que culminó en Mortal Kombat 11.
En la línea temporal de Mortal Kombat 1, Li Mei es una ex-Umgadi, en el pasado junto a  Tanya, Khameleon y otras guardianas, se dedicaba a la protección del Outworld y la familia real, sin embargo, Li Mei tuvo la tarea de entrenar a Kitana y Mileena, además de proteger a sus padres. Después de la muerte del rey, renunció a su puesto como líder de las guardianas puesto que si se negaba recibiria una sanción, Sindel y sus hijas le culparon por la muerte de Jerrod, siendo puesta a cargo de la seguridad del pueblo recibiendo constantes desplantes por parte de sus excompañeras y la familia real. Li Mei intentó muchas veces acercarse a ellas para enmendar sus errores, sin embargo, no tuvo éxito hasta que Liu Kang le informó de la conspiración del General Shao, Rain y Reiko contra el gobierno de Sindel. Después de enfrentarse a unas escépticas Tanya, Kitana y Mileena, Li Mei logra probar que todo era verdad, recuperando la confianza de las princesas y Sindel, quien en algún punto fue su mejor amiga.

## Recepción
Li Mei fue omitido de la lista de los mejores cincuenta personajes de la franquicia de UGO en el 2012, y ocupó el lugar 42 en la encuesta de Dorkly del 2013 entre los fanáticos votados por MK . Tony Searle de WhatCulture ocupó el cuarto lugar en su selección de 2014 de las doce jugadas que regresaron buscadas para Mortal Kombat X: El conflicto interno que ha adquirido de su trasplante de alma fallido podría ser la fuerza impulsora para que se convierta en un comodín ejemplar en una futura entrega. Ella recibió una recepción mixta por su diseño de Mortal Kombat Deception; en 2009, Total Film la nombró entre los siete personajes Desagradables que deseaban para un tercer Mortal Kombat película, debido a su historia emocional y conmovedora, pero principalmente porque su atuendo la hace lucir como Batgirl después de una pelea con Wolverine. Den of Geek calificó su puesto número 57 en su clasificación de 2015 de la lista completa de 73 personajes de la serie, sintiendo que solo se distinguía por su ridículo atuendo de pañuelo y ropa interior. Joe Pring de WhatCulture calificó a Li Mei en sexto lugar en su selección 2015 de los 20 peores personajes de Mortal Kombat por su atuendo hilarantemente malo... Cualquiera que use un pañuelo mientras baila en ropa interior chapada en metal merece ser ridiculizado.

## Estilos de Pelea y Armas
Mortal Kombat Deadly Alliance
- Lui He Ba Fa

- Baji Quan

- Sai

Mortal Kombat Deception
- Lui He Ba Fa

- Mi Zong

- Kulun Dao

Mortal kombat Armageddon
- Lui He Ba Fa

- Kulun Dao

## Finishers
Mortal Kombat Deadly Alliance
- Patadas certeras: Li Mei Patea a su oponente atravesándole el abdomen. Luego de retirar su pierna, decapita a su oponente de otra patada

Mortal Kombat Deception
- "Fatality": Li Mei golpea repetidas veces a su rival, quien al dejar de recibir los golpes entra en convulsión y estalla en pedazos

- Cabeza Voladora: Con un Uppercut, Li Mei decapita a su oponente y con una volea(roundhouse kick) patea la cabeza ya cortada hacia el oponente, haciéndolo estallar

- Hara-Kiri: Li Mei desenfunda su KunLun Dao y lo arroja hacia arriba para después agacharse y ser decapitada por la misma espada

- Datos: Q2555776